# شهرستان نورفک، انتاریو
شهرستان نورفک، انتاریو (به انگلیسی: Norfolk County, Ontario) یک شهرداری در کانادا است که در انتاریو واقع شده‌است.

## خصوصیات
شهرستان نورفک ۶۳٬۱۷۵ نفر جمعیت دارد و ۲۰۰ متر بالاتر از سطح دریا واقع شده‌است.